# Vecsés (distrikt)
Vecsés är ett distrikt i Ungern. Det ligger i provinsen Pest, i den centrala delen av landet, öster om huvudstaden Budapest.